# Nina Bang
Pour les articles homonymes, voir Bang.
Nina Henriette Wendeline Bang, née Ellinger le 6 octobre 1866 à Copenhague (Danemark) et morte le 25 mars 1928 dans la même ville, est une historienne et femme politique danoise. Elle est ministre de l'Éducation entre 1924 et 1926 dans le gouvernement du ministre d'État (Premier ministre) Thorvald Stauning, le premier cabinet entièrement social-démocrate de l'histoire du Danemark.
Elle est la première femme ministre de l'histoire du Danemark, et la première femme ministre d'un gouvernement démocratiquement élu.

## Biographie

### Origines et études d'histoire
Nina Bang grandit dans une famille de la classe moyenne classée politiquement à droite. Alors que son frère, le physicien et homme politique H.O.G. Ellinger (da), devient député au Landsting sous la bannière du parti conservateur Højre, elle développe des idées marxistes lors de ses études à l'université de Copenhague, dans les années 1890. Quand elle obtient son diplôme en 1894, elle devient l'une des premières femmes danoise à s'élever à ce niveau universitaire. Elle se spécialise dans l'histoire du commerce au XVIe siècle, en particulier en épluchant les Archives nationales du Danemark sur les droits du Sund, documents recueillis au château de Kronborg entre les années 1420 et 1857. Bang étudie les comptes rendus des navires qui ont transité par l'Øresund, le type et la valeur de leur cargaison ainsi que d'autres documents historiques relatifs à l'histoire économique de l'Angleterre, des Pays-Bas, de la Ligue hanséatique et les États baltes,.
Sur les sept volumes de Tabeller over Skibsfart og Varetransport gennem Øresund (en français : Tableaux de livraison et le transport des marchandises à travers le Sund), elle est chargée de rédiger les deux premiers, publiés chacun en 1906 et en 1922.

### Carrière politique
La carrière politique de Nina Bang commence en 1903 lorsqu'elle devient membre du comité exécutif du Parti social-démocrate, où elle était la seule femme jusqu'à l'arrivée de Marie-Sophie Nielsen, en 1918. Seulement trois femmes en avaient déjà été membres. Lors des élections législatives de 1918, elle compte parmi les cinq premières femmes élues députées au Landsting ; Nina Bang en reste membre jusqu'à sa mort, en 1928. Elle a été membre de la commission des Finances de l'assemblée, et participe à plusieurs conventions internationales socialistes, représentant l'homme politique social-démocrate Thorvald Stauning.
Lorsque le ministre d'État Thorvald Stauning établit la composition de son gouvernement, le premier cabinet danois entièrement social-démocrate (cabinet Thorvald Stauning I), Nina Bang est nommée ministre de l'Éducation. Elle devient ainsi la première femme ministre au Danemark, et l'une des premières dans le monde,,. Parmi les projets qu'elle met en avant, on compte la démocratisation du système scolaire et l'amélioration de la formation des enseignants. Bien qu'étant la première femme à atteindre ce poste, elle n'a jamais fait montre d'un engagement féministe ; elle considère cependant la condition féminine comme une lutte politique nécessaire, et critique les mouvements féminins bourgeois,.
Elle suscite l'émoi lors du 50e anniversaire du Théâtre royal danois, en 1924. Elle interdit en effet une ouverture musicale, et de ce fait l'hymne royal Kong Christian stod ved højen mast. Lorsqu'un groupe d'étudiants se mit malgré tout à entonner l'air, en l'honneur du roi Christian X, elle refuse de se lever comme le veut la tradition, à l'inverse de tout l'auditoire,. Plusieurs ministres hésitent sur l'attitude à tenir, mais finalement Nina Bang reste le seul membre du gouvernement à ne pas bouger. Elle est d'autre part qualifiée d'un tempérament intransigeant et agressif, caractéristiques qui lui valent les surnoms de « Notre-Dame du Danemark » et « le seul vrai homme du gouvernement ».
Lorsque le cabinet Stauning démissionne, en 1926, Nina Bang redevient députée, mandat qu'elle occupe en dépit de la maladie qui la gagne. Elle meurt en 1928.